# استرس اکسیداتیو

مکانیسم‌های استرس اکسیداتیو در آسیب بافتی. رادیکال‌های آزاد سمی که توسط بیگانه‌زیست‌ها ایجاد می‌شوند و خنثی‌سازی بعدی آنها توسط آنزیم‌های سلولی (پایان‌دهی).

استرس اکسیداتیو یا تنش اکسایشی یا تنش اکسیداتیو (انگلیسی: Oxidative stress) به افزایش رادیکال‌های آزاد نسبت به پاداُکسَنده‌ها در بدن گفته می‌شود. هرگونه ناکارآمدی و اختلال در وضعیت طبیعی اکسیداسیون (برای مثال سوخت و ساز معمول بدن)، از طریق تولید پراکسید و رادیکال‌های آزاد، منجر به تولید اثرات سمی و آسیب به تمامی اجزاء و ساختارهای درون سلولی، از جمله پروتئین‌ها، لیپید و دی‌ان‌ای می‌گردد.https://doi.org/10.22037/afb.v7i1.26343
اکسیداتیوهای ناشی از تنفس یاخته‌ای خود می‌تواند سبب آسیب به بازهای نوکلئوتیدی و شکستگی در رشتهٔ دی‌ان‌ای شوند. آسیب به بازها اغلب غیرمستقیم و توسط گونه‌های فعال اکسیژن همچون  O2− (رادیکال سوپراکسید)، OH (رادیکال هیدروکسیل) و H2O2 (هیدروژن پراکسید) ایجاد می‌شود.
استرس اکسیداتیو بازتاب‌دهندهٔ عدم تعادل میان فرایندهای سیستماتیک «گونه‌های فعال (واکنش‌پذیر) اکسیژن» (ROS) و توانایی یک سیستم زیستی در خنثی سازی و مهار میانجی‌های سمی آن یا ترمیم آسیب‌های وارده است.
علاوه بر اینها، برخی گونه‌های فعال (واکنش‌پذیر) اکسیژن در سیستم سیگنالینگ ریداکس، به عنوان پیام‌رسان سلولی عمل می‌کنند. در نتیجه، استرس اکسیداتیو می‌تواند سبب اختلال در پیام‌رسانی سلولی شود.
باور بر این است که در انسان، استرس اکسیداتیو در بروز اختلال کم‌توجهی - بیش‌فعالی، سرطان، پارکینسون، بیماری لافورا، آلزایمر، تصلب شرایین، نارسایی قلب، سکته قلبی، سندرم ایکس شکننده، کم‌خونی داسی‌شکل، لیکن پلان، پیسی، اوتیسم، عفونت‌ها، سندرم خستگی مزمن و اختلال افسردگی اساسی نقش دارد و به‌نظر می‌رسد یکی از ویژگی‌های مبتلایان به نشانگان آسپرگر نیز باشد. با این وجود، گونه‌های فعال (واکنش‌پذیر) اکسیژن، خواص مفیدی هم دارند؛ آنگونه که در دستگاه ایمنی، جهت حمله و نابودی عوامل بیماری‌زا بکار گرفته می‌شوند. همچنین استرس اکسیداتیو کوتاه‌مدت ممکن است در جلوگیری از پیری از طریق فرایندی موسوم به «میتوهورمسیس» نقش داشته باشد.